# U-91 (tàu ngầm Đức) (1941)
U-91 là một tàu ngầm tấn công  Lớp Type VII thuộc phân lớp Type VIIC được Hải quân Đức Quốc Xã chế tạo trong Chiến tranh Thế giới thứ hai. Nhập biên chế năm 1942, nó đã thực hiện được sáu chuyến tuần tra, đánh chìm được bốn tàu buôn với tổng tải trọng 26.194 GRT cùng một tàu chiến tải trọng 1.375 tấn. Trong chuyến tuần tra cuối cùng tại Bắc Đại Tây Dương, U-91 bị các tàu frigate Anh HMS Affleck, HMS Gore và HMS Gould đánh chìm về phía Tây Ireland vào ngày 26 tháng 2, 1944.

## Thiết kế và chế tạo

### Thiết kế

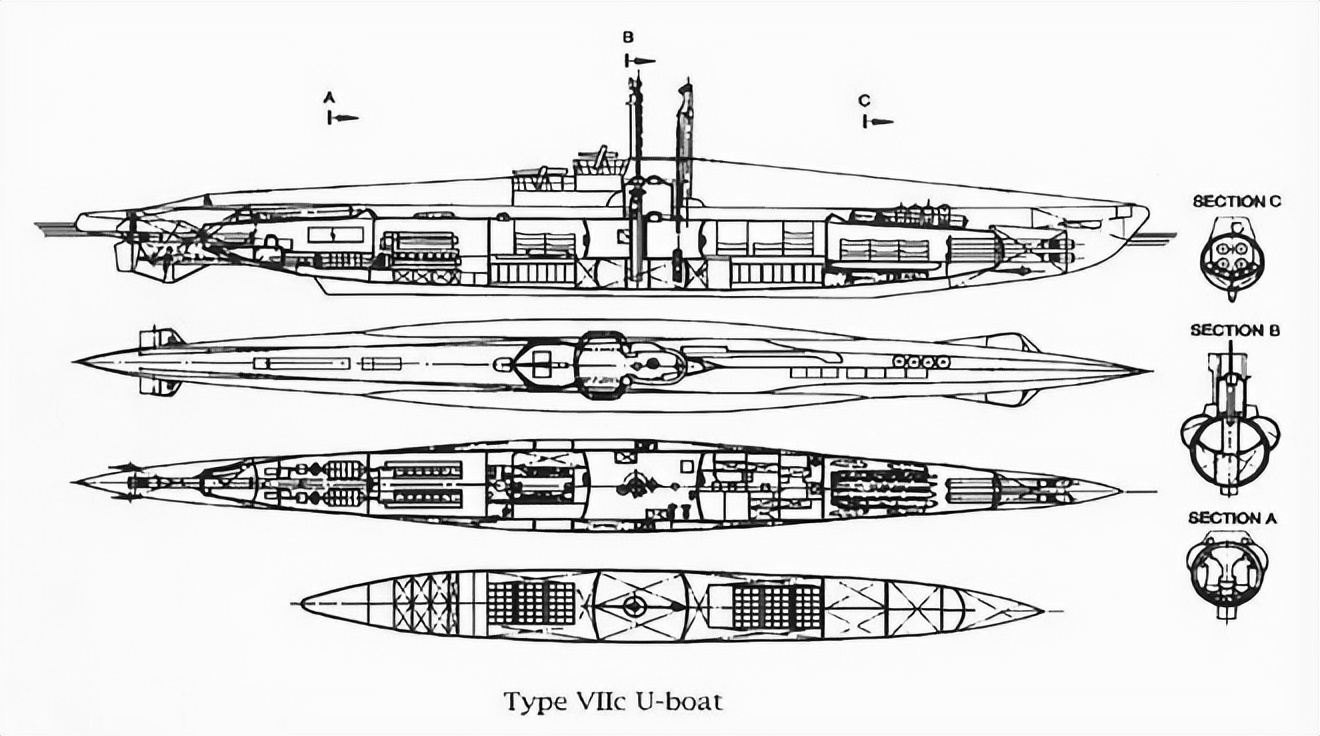
Sơ đồ các mặt cắt một tàu ngầm Type VIIC

Phân lớp VIIC của Tàu ngầm Type VII là một phiên bản VIIB được kéo dài thêm. Chúng có trọng lượng choán nước 769 t (757 tấn Anh) khi nổi và 871 t (857 tấn Anh) khi lặn). Con tàu có chiều dài chung 67,10 m (220 ft 2 in), lớp vỏ trong chịu áp lực dài 50,50 m (165 ft 8 in), mạn tàu rộng 6,20 m (20 ft 4 in), chiều cao 9,60 m (31 ft 6 in) và mớn nước 4,74 m (15 ft 7 in).
Chúng trang bị hai động cơ diesel Germaniawerft F46 siêu tăng áp 6-xy lanh 4 thì, tổng công suất 2.800–3.200 PS (2.100–2.400 kW; 2.800–3.200 bhp), dẫn động hai trục chân vịt đường kính 1,23 m (4,0 ft), cho phép đạt tốc độ tối đa 17,7 kn (32,8 km/h), và tầm hoạt động tối đa 8.500 nmi (15.700 km) khi đi tốc độ đường trường 10 kn (19 km/h). Khi đi ngầm dưới nước, chúng sử dụng hai động cơ/máy phát điện AEG GU 460/8–27  tổng công suất 750 PS (550 kW; 740 shp). Tốc độ tối đa khi lặn là 7,6 kn (14,1 km/h), và tầm hoạt động 80 nmi (150 km) ở tốc độ 4 kn (7,4 km/h). Con tàu có khả năng lặn sâu đến 230 m (750 ft).
Vũ khí trang bị có năm ống phóng ngư lôi 53,3 cm (21 in), bao gồm bốn ống trước mũi và một ống phía đuôi, và mang theo tổng cộng 14 quả ngư lôi, hoặc tối đa 22 quả thủy lôi TMA, hoặc 33 quả TMB. Tàu ngầm Type VIIC bố trí một hải pháo 8,8 cm SK C/35 cùng một pháo phòng không 2 cm (0,79 in) trên boong tàu. Thủy thủ đoàn bao gồm 4 sĩ quan và 40-56 thủy thủ.

### Chế tạo
U-91 được đặt hàng vào ngày 25 tháng 1, 1939, và được đặt lườn tại xưởng tàu của hãng Flender Werke tại Lübeck vào ngày 12 tháng 11, 1940. Nó được hạ thủy vào ngày 30 tháng 11, 1941, và nhập biên chế cùng Hải quân Đức Quốc Xã vào ngày 28 tháng 1, 1942 dưới quyền chỉ huy của Hạm trưởng, Trung úy Hải quân Heinz Walkerling.

## Lịch sử hoạt động

### 1942

#### Chuyến tuần tra thứ nhất
U-91 khởi hành từ Kiel vào ngày 15 tháng 8, 1942 cho chuyến tuần tra đầu tiên trong chiến tranh. Chiếc tàu ngầm băng qua khe GIUK giữa các quần đảo Shetland và Faroe để vòng qua quần đảo Anh và đi đến vùng biển về phía Tây Ireland (Khu vực Tiếp cận phía Tây). Trên đường đi nó bị một thủy phi cơ PBY Catalina thuộc Liên đội Tuần tra VP-73 Hải quân Hoa Kỳ tấn công vào ngày 1 tháng 9. Đến ngày 12 tháng 9, nó bị các tàu hộ tống cho Đoàn tàu ON 127 tấn công, và chịu đựng hư hại nhẹ.
Hai ngày sau đó, U-91 phóng hai quả ngư lôi tấn công tàu khu trục Canada HMCS Ottawa cùng thuộc Đoàn tàu ON 127, ghi được một quả trúng đích lúc 02 giờ 05 phút. Ottawa trúng thêm một quả ngư lôi mười phút sau đó và đắm tại tọa độ 47°55′B 43°27′T / 47,917°B 43,45°T, khiến 114 người trong tổng số 181 thành viên thủy thủ đoàn tử trận. Đến ngày 26 tháng 9, U-91 tấn công Đoàn tàu RB 1 và đánh chìm chiếc tàu chở hành khách Anh New York 4.989 GRT ở vị trí về phía Đông Nam mũi Farewell, Greenland. Chiếc tàu ngầm kết thúc chuyến tuần tra và đi đến cảng Brest bên bờ biển Đại Tây Dương của Pháp đã bị Đức chiếm đóng, đến nơi vào ngày 6 tháng 10.

#### Chuyến tuần tra thứ hai
Trong chuyến tuần tra thứ hai kéo dài từ ngày 1 tháng 11 đến ngày 26 tháng 12, U-91 xuất phát từ Brest để hoạt động tại vùng biển giữa Đại Tây Dương về phía Tây Bồ Đào Nha. Tuy nhiên nó không đánh chìm được mục tiêu nào.

### 1943

#### Chuyến tuần tra thứ ba
U-91 lại khởi hành từ Brest vào ngày 11 tháng 2 cho chuyến tuần tra thứ ba,và hoạt động tại Bắc Đại Tây Dương cho đến vùng biển phía Đông Newfoundland, Canada. Nó đã tấn công một đoàn tàu vận tải đối phương vào ngày 21 tháng 2, nhưng bị máy bay và tàu chiến hộ tống phản công bằng bom và mìn sâu, nên phải lẫn tránh. Đến ngày 17 tháng 3, nó phát hiện Đoàn tàu HX 229 và phóng năm quả ngư lôi tấn công lúc 03 giờ 37 phút. Tàu buôn Hoa Kỳ SS Harry Luckenbach 6.366 GRT trúng hai quả ngư lôi bên mạn phải và đắm chỉ trong vòng ba phút tại tọa độ 50°38′B 34°46′T / 50,633°B 34,767°T. Đến 08 giờ 39 phút, U-91 lại phóng một loạt bốn quả ngư lôi, đánh chìm các tàu buôn Hoa Kỳ Irénée Du Pont 6.125 GRT và tàu buôn Anh Nariva 8.714 GRT, cả hai vốn đã bị hư hại trước đó do trúng ngư lôi phóng từ tàu ngầm U-600.
Đến ngày 27 tháng 3 trên đường quay trở về trong vịnh Biscay, U-91 bị một máy bay ném bom Vickers Wellington trang bị đèn Leigh thuộc Liên đội 172 Không quân Hoàng gia Anh tấn công lúc 22 giờ 45 phút. Chiếc tàu ngầm không bị hư hại, nhưng một thành viên thủy thủ đoàn đã mất tích khi con tàu lặn khẩn cấp để né tránh đối phương. Nó kết thúc chuyến tuần tra khi đi đến cảng Lorient, cùng thuộc bờ biển Đại Tây Dương của Pháp, đến nơi vào ngày 29 tháng 3.

#### Chuyến tuần tra thứ tư
Xuất phát từ Lorient vào ngày 29 tháng 4 cho chuyến tuần tra thứ tư, U-91 hoạt động tại vùng biển Bắc Đại Tây Dương cho đến khu vực phía Đông Nam Greenland, nhưng không đánh chìm được mục tiêu nào và quay trở về Brest vào ngày 7 tháng 6.

#### Chuyến tuần tra thứ năm
U-91 khởi hành từ căn cứ Brest vào ngày 21 tháng 9 cho chuyến tuần tra thứ năm,và hoạt động tại khu vực giữa Bắc Đại Tây Dương. Vào ngày 26 tháng 10, trong lúc tìm kiếm tàu ngầm U-584 để được tiếp nhiên liệu, U-91 bị một máy bay ném bom B-24 Liberator thuộc Liên đội 10 Không quân Hoàng gia Canada tấn công bằng mìn sâu tại tọa độ 50°49′B 41°01′T / 50,817°B 41,017°T; chiếc Liberator được ghi công nhầm là đã đánh chìm tàu ngầm U-420, nhưng U-91 chạy thoát mà không bị hư hại. Đến ngày 31 tháng 10, U-91 gặp gỡ U-584 và được tiếp nhiên liệu, nhưng cả hai bị một máy bay TBF Avenger xuất phát từ tàu sân bay hộ tống Hoa Kỳ USS Card phát hiện. Trong đợt tấn công diễn ra sau đó, U-91 lặn xuống và chạy thoát mà không bị hư hại, nhưng U-584 bị đánh chìm bởi ngư lôi thả từ máy bay. U-91 kết thúc chuyến tuần tra và quay trở về cảng Brest vào ngày 22 tháng 11.

### 1944

#### Chuyến tuần tra thứ sáu - Bị mất
U-91 khởi hành từ căn cứ Brest, Pháp vào ngày 25 tháng 1, 1944 cho chuyến tuần tra thứ sáu, cũng là chuyến cuối cùng, tại vùng biển Bắc Đại Tây Dương. Trong chuyến tuần tra này U-91 hoạt động phối hợp cùng hai "Bầy sói": Hai 1 (từ ngày 17 đến ngày 22 tháng 2) và Preussen (từ ngày 22 đến ngày 26 tháng 2).
Vào ngày 26 tháng 2, U-91 bị các tàu frigate Hải quân Hoàng gia Anh HMS Affleck, HMS Gore và HMS Gould phát hiện và tấn công bằng mìn sâu. Khi U-91 bị hư hại nên buộc phải trồi lên mặt nước và tìm cách húc vào HMS Affleck, nó tiếp tục bị tấn công bằng hải pháo, và đắm ở vị trí về phía Tây Ireland, tại tọa độ 49°45′B 26°20′T / 49,75°B 26,333°T. 32 người trong số thành viên thủy thủ đoàn của U-91 đã tử trận, bao gồm Đại úy Heinz Hungershausen hạm trưởng; và 16 người sống sót bị bắt làm tù binh chiến tranh.

### "Bầy sói" tham gia
U-91 từng tham gia mười lăm bầy sói:
- Vorwärts (25 tháng 8 - 26 tháng 9, 1942)
- Natter (6 – 8 tháng 11, 1942)
- Westwall (8 tháng 11 - 12 tháng 12, 1942)
- Knappen (19 – 25 tháng 2, 1943)
- Burggraf (4 – 5 tháng 3, 1943)
- Raubgraf (7 – 17 tháng 3, 1943)
- Không tên (5 – 10 tháng 5, 1943)
- Lech (10 – 15 tháng 5, 1943)
- Donau 2 (15 – 26 tháng 5, 1943)
- Rossbach (6 – 9 tháng 10, 1943)
- Schlieffen (14 – 22 tháng 10, 1943)
- Siegfried (22 – 27 tháng 10, 1943)
- Igel 2 (3 – 17 tháng 2, 1944)
- Hai 1 (17 – 22 tháng 2, 1944)
- Preussen (22 – 26 tháng 2, 1944)

### Tóm tắt chiến công
U-91 đã đánh chìm được bốn tàu buôn với tổng tải trọng 26.194 GRT và một tàu chiến tải trọng 1.375 tấn, đồng thời gây hư hại cho ba tàu buôn khác:
| Ngày             | Tên tàu          | Quốc tịch                 | Tải trọng | Số phận      |
| ---------------- | ---------------- | ------------------------- | --------- | ------------ |
| 14 tháng 9, 1942 | HMCS Ottawa      | Hải quân Hoàng gia Canada | 1.375     | Bị đánh chìm |
| 26 tháng 9, 1942 | New York         | United Kingdom            | 4.989     | Bị đánh chìm |
| 17 tháng 3, 1943 | Harry Luckenbach | United States             | 6.366     | Bị đánh chìm |
| 17 tháng 3, 1943 | Irénée Du Pont   | United States             | 6.125     | Bị đánh chìm |
| 17 tháng 3, 1943 | Nariva           | United Kingdom            | 8.714     | Bị đánh chìm |